# Sandy Island (Nuova Caledonia)
Sandy Island (talvolta chiamata in francese Île de Sable) è un'isola fantasma del Mar dei Coralli tra l'Australia e la Nuova Caledonia (Francia), in acque territoriali francesi.

## Storia
L'isola appare su alcune mappe, tra cui quelle disegnate da James Cook nel 1774 e pubblicate due anni più tardi, ma anche su Google Maps, mentre su Google Earth si vede soltanto il blu dell'oceano.
Nel 1979 il Servizio idrografico francese, in seguito ad una campagna di rilevazioni aeree, ha rimosso l'isola dalle sue mappe. Fino a quella data comunque molte mappe indicavano accanto alla denominazione dell'isola l'abbreviazione ED (esistenza dubbia), riportandone la possibile esistenza per principio di estrema cautela.
Una ricerca del 2004, analizzando un'eruzione del 2001-2002 di un vulcano presso le isole Tonga, ha dimostrato che la pietra pomice galleggiante è passata a 20 km di distanza dal punto in cui l'esistenza di Sandy Island era indicata, proponendo l'ipotesi che quanto visto dai navigatori e riportato sulle mappe fosse in realtà un aggregato di pietra pomice di passaggio.
Nel 2012 una spedizione di scienziati australiani del Commonwealth Scientific and Industrial Research Organisation ha certificato che non ci sono isole in quella zona, dove il mare è profondo oltre 1 400 metri.